# Російський міжнародний олімпійський університет
Російський міжнародний олімпійський університет (РМОУ) — перший вищий навчальний заклад такого типу в Росії і в світі. Організується як автономна некомерційна організація в місті Сочі, Краснодарський край, Росія.
Рішення про заснування університету прийнято 21 жовтня 2009 року в зв'язку з потребою в професіоналах спортивної сфери в Росії на рівні 20-25 тис. чол. Університет прийняв перших студентів у вересні 2013 року. Готує кадри зі спортивного менеджменту на базі постдипломної (бакалавр, дипломований фахівець) освіти. Випускникам буде присвоюватися ступінь магістра, а також майстра спортивного адміністрування (MSA). На базі університету також буде відкрито Науково-дослідний центр для підготовки кандидатів наук. Розрахований на одночасне навчання до 500 студентів і щорічний випуск — до 2000 осіб.

## Генеральні директори
- Бєлоусов Лев Сергійович (з 2009)